# Iris Follak
Iris Follak geb. Aschmutat (* 16. Oktober 1958 in Schneeberg) ist eine deutsche Politikerin (SPD).
1975 bis 1978 Ausbildung zur Zahntechnikerin an der medizinischen Fachschule in Karl-Marx-Stadt. 1978 bis 1990 im Gesundheitswesen tätig, von 1990 bis 1992 als Selbständige in Handel und Vertrieb und von 1992 bis 1994 als Mitarbeiterin eines SPD-Bundestagsabgeordneten.
Follak trat 1990 in die SPD ein, gründete im selben Jahr den SPD-Ortsverein in Raschau mit. 1994 wurde sie Gemeinderätin in Raschau. Von 1994 bis 2002 war sie zwei Legislaturperioden lang Mitglied des Deutschen Bundestages und gehörte zuerst dem Ausschuss für Fremdenverkehr und Tourismus sowie dem Petitionsausschuss an, zuletzt dem Ausschuss für Verbraucherschutz, Ernährung und Landwirtschaft. Sie zog jeweils über die Landesliste in den Bundestag ein.
Follak arbeitet als Referentin im Leitungsstab des Technischen Hilfswerks. Ihr Dienstsitz ist Berlin.